# Italia ai campionati del mondo di atletica leggera 2009
La squadra italiana ai campionati del mondo di atletica leggera 2009, disputati a Berlino dal 15 al 23 agosto, è stata composta da 39 atleti (23 uomini e 16 donne).
Le convocazioni sono state ufficializzate dalla FIDAL il 3 agosto dopo i campionati assoluti. Agli atleti inizialmente convocati si sono aggiunti Roberto Donati, Maria Enrica Spacca ed Eleonora Sirtoli nelle staffette, mentre hanno dato forfait Andrew Howe e Giovanni Faloci.
L'unica medaglia conquistata dall'Italia è stata quella di bronzo di Giorgio Rubino nella marcia, assegnata però a distanza di 8 anni dopo la squalifica per doping del russo Valerij Borčin. Nella classifica a punti la squadra si è piazzata al 17º posto con 25 punti.

## Uomini
| Specialità          | Atleta | Turno            | Risultato | Prestazione | Note                                     |
| ------------------- | --- | ---------------- | --------- | ----------- | ---------------------------------------- |
| 100 m               | Emanuele Di Gregorio                                                                                           | Batteria         | Q         | 10"35       |                                          |
| 100 m               | Emanuele Di Gregorio                                                                                           | Quarti di finale | Eliminato | 10"26       |                                          |
| 100 m               | Fabio Cerutti                                                                                                  | Batteria         | Q         | 10"36       |                                          |
| 100 m               | Fabio Cerutti                                                                                                  | Quarti di finale | Eliminato | 10"37       |                                          |
| 100 m               | Simone Collio                                                                                                  | Batteria         | Eliminato | 10"49       |                                          |
| 400 m               | Matteo Galvan                                                                                                  | Batteria         | Q         | 45"86       | Miglior prestazione personale            |
| 400 m               | Matteo Galvan                                                                                                  | Semifinale       | Eliminato | 46"87       |                                          |
| 800 m               | Lukas Rifesser                                                                                                 | Batteria         | Eliminato | 1'47"07     |                                          |
| 1 500 m             | Christian Obrist                                                                                               | Batteria         | Eliminato | 3'43"41     |                                          |
| 5 000 m             | Daniele Meucci                                                                                                 | Batteria         | Eliminato | 13'37"79    |                                          |
| Maratona            | Ruggero Pertile                                                                                                | Finale           | dns       |             | [ 7 ]                                    |
| Marcia 20 km        | Giorgio Rubino                                                                                                 | Finale           | Bronzo    | 1h19'50"    |                                          |
| Marcia 20 km        | Jean-Jacques Nkouloukidi                                                                                       | Finale           | 20º       | 1h23'07"    | Miglior prestazione personale stagionale |
| Marcia 20 km        | Ivano Brugnetti                                                                                                | Finale           | dnf       |             |                                          |
| Marcia 50 km        | Marco De Luca                                                                                                  | Finale           | 7º        | 3h46'31"    | Miglior prestazione personale            |
| Marcia 50 km        | Diego Cafagna                                                                                                  | Finale           | 27º       | 4h08'04"    |                                          |
| Marcia 50 km        | Alex Schwazer                                                                                                  | Finale           | dnf       |             |                                          |
| Salto in alto       | Giulio Ciotti                                                                                                  | Qualifica        | q         | 2,27 m      |                                          |
| Salto in alto       | Giulio Ciotti                                                                                                  | Finale           | 11º       | 2,23 m      |                                          |
| Salto con l'asta    | Giuseppe Gibilisco                                                                                             | Qualifica        | q         | 5,65 m      |                                          |
| Salto con l'asta    | Giuseppe Gibilisco                                                                                             | Finale           | 7º        | 5,65 m      |                                          |
| Salto triplo        | Fabrizio Schembri                                                                                              | Qualifica        | Eliminato | 16,88 m     |                                          |
| Salto triplo        | Daniele Greco                                                                                                  | Qualifica        | Eliminato | 16,18 m     |                                          |
| Salto triplo        | Fabrizio Donato                                                                                                | Qualifica        | Eliminato | 15,81       | Miglior prestazione personale stagionale |
| Lancio del martello | Nicola Vizzoni                                                                                                 | Qualifica        | q         | 76,95 m     |                                          |
| Lancio del martello | Nicola Vizzoni                                                                                                 | Finale           | 9º        | 73,70 m     |                                          |
| Staffetta 4×100 m   | Roberto Donati Simone Collio Emanuele Di Gregorio Fabio Cerutti (Riserve: Jacques Riparelli Maurizio Checcucci | Batteria         | Q         | 38"52       | Miglior prestazione personale stagionale |
| Staffetta 4×100 m   | Roberto Donati Simone Collio Emanuele Di Gregorio Fabio Cerutti (Riserve: Jacques Riparelli Maurizio Checcucci | Finale           | 6ª        | 38"54       |                                          |

## Donne
| Specialità          | Atleta                                                                                    | Turno      | Risultato | Prestazione | Note                                     |
| ------------------- | ----------------------------------------------------------------------------------------- | ---------- | --------- | ----------- | ---------------------------------------- |
| 400 m               | Libania Grenot                                                                            | Batteria   | Q         | 51"45       |                                          |
| 400 m               | Libania Grenot                                                                            | Semifinale | Eliminata | 50"85       |                                          |
| 800 m               | Elisa Cusma                                                                               | Batteria   | Q         | 2'02"33     |                                          |
| 800 m               | Elisa Cusma                                                                               | Semifinale | Q         | 2'00"62     |                                          |
| 800 m               | Elisa Cusma                                                                               | Finale     | 6ª        | 1'58"81     | Miglior prestazione personale stagionale |
| 800 m               | Daniela Reina                                                                             | Batteria   | Eliminata | 2'06"30     |                                          |
| 5 000 m             | Silvia Weissteiner                                                                        | Batteria   | q         | 15'20"88    |                                          |
| 5 000 m             | Silvia Weissteiner                                                                        | Finale     | 7ª        | 15'09"74    | Miglior prestazione personale stagionale |
| 3 000 m siepi       | Elena Romagnolo                                                                           | Batteria   | Eliminata | 9'56"61     |                                          |
| Marcia 20 km        | Elisa Rigaudo                                                                             | Finale     | 8ª        | 1h31'52"    |                                          |
| Marcia 20 km        | Valentina Trapletti                                                                       | Finale     | 16ª       | 1h35'33"    | Miglior prestazione personale stagionale |
| Salto in alto       | Antonietta Di Martino                                                                     | Qualifica  | Q         | 1,95 m      |                                          |
| Salto in alto       | Antonietta Di Martino                                                                     | Finale     | 4ª        | 1,99 m      |                                          |
| Salto con l'asta    | Anna Giordano Bruno                                                                       | Qualifica  | Eliminata | 4,50 m      |                                          |
| Salto triplo        | Magdelín Martínez                                                                         | Qualifica  | Eliminata | 13,87 m     |                                          |
| Getto del peso      | Chiara Rosa                                                                               | Qualifica  | Eliminata | 17,89 m     |                                          |
| Lancio del martello | Clarissa Claretti                                                                         | Qualifica  | q         | 70,01 m     |                                          |
| Lancio del martello | Clarissa Claretti                                                                         | Finale     | 8ª        | 71,56 m     |                                          |
| Lancio del martello | Silvia Salis                                                                              | Qualifica  | Eliminata | 68,55 m     |                                          |
| Staffetta 4×400 m   | Marta Milani Daniela Reina Maria Enrica Spacca Libania Grenot (Riserva: Eleonora Sirtoli) | Batteria   | Eliminata | 3'31"05     | [ 8 ]                                    |